# Didianema pauli
Didianema pauli är en snäckart som beskrevs av Henry Augustus Pilsbry och McGinty 1945. Didianema pauli ingår i släktet Didianema och familjen turbinsnäckor. Inga underarter finns listade i Catalogue of Life.